# Armed
Armed è un film del 2018 diretto da Mario Van Peebles.
Pellicola di produzione statunitense in cui il regista Van Peebles è anche protagonista e autore del soggetto e della sceneggiatura.

## Trama
Un ex agente della CIA cerca di mettere insieme i pezzi della sua vita dopo che un caso di cui si è occupato non va per il verso giusto. Quando scopre di non essere il solo ad avere dei strani sintomi, capisce che c'è dietro una cospirazione molto più grande di quanto avesse mai quanto immaginasse.